# Jeff Blatnick
Jeffrey "Jeff" Blatnick, född 26 juli 1957 i Schenectady, New York, död 24 oktober 2012 i Ballston, Saratoga County, New York, var en amerikansk brottare som tog OS-guld i supertungviktsbrottning i den grekisk-romerska klassen 1984 i Los Angeles. 